# Albumy numer jeden w roku 2017 (Polska)
Artykuł prezentuje najlepiej sprzedające się wydawnictwa muzyczne w poszczególnych tygodniach w Polsce w roku 2017 publikowane w ramach zestawienia OLiS.
Notowania tworzone są przez TNS Polska na podstawie danych dotyczących sprzedaży detalicznej albumów muzycznych wydanych jedynie na nośnikach fizycznych. Przy tworzeniu list, sprzedaż wydawnictw muzycznych w formach cyfrowych (download, streaming) jest pomijana.

## Zestawienia tygodniowe
| Data            | Okres sprzedaży                        | Album                               | Wykonawca                            | Źródło |
| --------------- | -------------------------------------- | ----------------------------------- | ------------------------------------ | ------ |
| 5 stycznia      | 23 grudnia – 29 grudnia 2016           | Hardwired...To Self-Destruct        | Metallica                            | [ 2 ]  |
| 12 stycznia     | 30 grudnia 2016 – 5 stycznia 2017      | Number Ones                         | Michael Jackson                      | [ 3 ]  |
| 19 stycznia     | 6 stycznia – 12 stycznia 2017          | Number Ones                         | Michael Jackson                      | [ 4 ]  |
| 26 stycznia     | 13 stycznia – 19 stycznia 2017         | Number Ones                         | Michael Jackson                      | [ 5 ]  |
| 2 lutego        | 20 stycznia – 26 stycznia 2017         | Dandys Flow                         | Dwa Sławy                            | [ 6 ]  |
| 9 lutego        | 27 stycznia – 2 lutego 2017            | Świattło                            | Hades                                | [ 7 ]  |
| 16 lutego       | 3 lutego – 9 lutego 2017               | Moja miłość                         | Michał Bajor                         | [ 8 ]  |
| 23 lutego       | 10 lutego – 16 lutego 2017             | Ciało obce                          | happysad                             | [ 9 ]  |
| 2 marca         | 17 lutego – 23 lutego 2017             | Aby śmierć miała znaczenie          | Bedoes i Kubi Producent              | [ 10 ] |
| 9 marca         | 24 lutego – 2 marca 2017               | Evil Twin                           | Guzior                               | [ 11 ] |
| 16 marca        | 3 marca – 9 marca 2017                 | ÷                                   | Ed Sheeran                           | [ 12 ] |
| 23 marca        | 10 marca – 16 marca 2017               | ÷                                   | Ed Sheeran                           | [ 13 ] |
| 30 marca        | 17 marca – 23 marca 2017               | Spirit                              | Depeche Mode                         | [ 14 ] |
| 6 kwietnia      | 24 marca – 30 marca 2017               | Tu                                  | LemON                                | [ 15 ] |
| 13 kwietnia     | 31 marca – 6 kwietnia 2017             | Annoyance and Disappointment        | Dawid Podsiadło                      | [ 16 ] |
| 20 kwietnia     | 7 kwietnia – 13 kwietnia 2017          | Remisja                             | Peja i Slums Attack                  | [ 17 ] |
| 27 kwietnia     | 14 kwietnia – 20 kwietnia 2017         | Eterno agosto                       | Álvaro Soler                         | [ 18 ] |
| 11 maja         | 21 kwietnia – 4 maja 2017              | Siesta XII                          | różni wykonawcy                      | [ 19 ] |
| 18 maja         | 5 maja – 11 maja 2017                  | Minione                             | Anna Maria Jopek i Gonzalo Rubalcaba | [ 20 ] |
| 25 maja         | 12 maja – 18 maja 2017                 | Harry Styles                        | Harry Styles                         | [ 21 ] |
| 1 czerwca       | 19 maja – 25 maja 2017                 | Czarne Słońce: Zenit                | WSRH                                 | [ 22 ] |
| 8 czerwca       | 26 maja – 1 czerwca 2017               | On                                  | Tau                                  | [ 23 ] |
| 16 czerwca      | 2 czerwca – 8 czerwca 2017             | Is This the Life We Really Want?    | Roger Waters                         | [ 24 ] |
| 22 czerwca      | 9 czerwca – 15 czerwca 2017            | Egzotyka                            | Quebonafide                          | [ 25 ] |
| 29 czerwca      | 16 czerwca – 22 czerwca 2017           | Egzotyka                            | Quebonafide                          | [ 26 ] |
| 6 lipca         | 23 czerwca – 29 czerwca 2017           | Skrrrt                              | Tede i Sir Michu                     | [ 27 ] |
| 13 lipca        | 30 czerwca – 6 lipca 2017              | Egzotyka                            | Quebonafide                          | [ 28 ] |
| 20 lipca        | 7 lipca – 13 lipca 2017                | Bravo Hits: Lato 2017               | różni wykonawcy                      | [ 29 ] |
| 27 lipca        | 14 lipca – 20 lipca 2017               | Live in London                      | Leonard Cohen                        | [ 30 ] |
| 3 sierpnia      | 21 lipca – 27 lipca 2017               | Live in London                      | Leonard Cohen                        | [ 31 ] |
| 10 sierpnia     | 28 lipca – 3 sierpnia 2017             | To Be Loved                         | Michael Bublé                        | [ 32 ] |
| 17 sierpnia     | 4 sierpnia – 10 sierpnia 2017          | To Be Loved                         | Michael Bublé                        | [ 33 ] |
| 24 sierpnia     | 11 sierpnia – 17 sierpnia 2017         | To Be Loved                         | Michael Bublé                        | [ 34 ] |
| 31 sierpnia     | 18 sierpnia – 24 sierpnia 2017         | 18 Hits                             | ABBA                                 | [ 35 ] |
| 7 września      | 25 sierpnia – 31 sierpnia 2017         | Szprycer                            | Taco Hemingway                       | [ 36 ] |
| 14 września     | 1 września – 7 września 2017           | U218 Singles                        | U2                                   | [ 37 ] |
| 21 września     | 8 września – 14 września 2017          | The Best of 25 Years                | Sting                                | [ 38 ] |
| 28 września     | 15 września – 21 września 2017         | The Best of 25 Years                | Sting                                | [ 39 ] |
| 5 października  | 22 września – 28 września 2017         | The Best of 25 Years                | Sting                                | [ 40 ] |
| 12 października | 29 września – 5 października 2017      | Dla naiwnych marzycieli             | Ania Dąbrowska                       | [ 41 ] |
| 19 października | 6 października – 12 października 2017  | Spirit                              | Depeche Mode                         | [ 42 ] |
| 26 października | 13 października – 19 października 2017 | Spirit                              | Depeche Mode                         | [ 43 ] |
| 2 listopada     | 20 października – 26 października 2017 | X                                   | Ed Sheeran                           | [ 44 ] |
| 9 listopada     | 27 października – 2 listopada 2017     | X                                   | Ed Sheeran                           | [ 45 ] |
| 16 listopada    | 3 listopada – 9 listopada 2017         | Mój dom                             | Kortez                               | [ 46 ] |
| 23 listopada    | 10 listopada – 16 listopada 2017       | Twenty Five                         | George Michael                       | [ 47 ] |
| 30 listopada    | 17 listopada – 23 listopada 2017       | Twenty Five                         | George Michael                       | [ 48 ] |
| 7 grudnia       | 24 listopada – 30 listopada 2017       | Złota Owca                          | Paluch                               | [ 49 ] |
| 14 grudnia      | 1 grudnia – 7 grudnia 2017             | Nowa fala                           | Young Multi                          | [ 50 ] |
| 21 grudnia      | 8 grudnia – 14 grudnia 2017            | Złota kolekcja: Kolędy i pastorałki | różni wykonawcy                      | [ 51 ] |

## Zestawienia miesięczne
| Rok  | Miesiąc     | Album                | Wykonawca                            | Źródło |
| ---- | ----------- | -------------------- | ------------------------------------ | ------ |
| 2017 | Styczeń     | Number Ones          | Michael Jackson                      | [ 52 ] |
| 2017 | Luty        | Ciało obce           | happysad                             | [ 53 ] |
| 2017 | Marzec      | ÷                    | Ed Sheeran                           | [ 54 ] |
| 2017 | Kwiecień    | Remisja              | Peja i Slums Attack                  | [ 55 ] |
| 2017 | Maj         | Minione              | Anna Maria Jopek i Gonzalo Rubalcaba | [ 56 ] |
| 2017 | Czerwiec    | Egzotyka             | Quebonafide                          | [ 57 ] |
| 2017 | Lipiec      | Live in London       | Leonard Cohen                        | [ 58 ] |
| 2017 | Sierpień    | 18 Hits              | ABBA                                 | [ 59 ] |
| 2017 | Wrzesień    | The Best of 25 Years | Sting                                | [ 60 ] |
| 2017 | Październik | Spirit               | Depeche Mode                         | [ 61 ] |
| 2017 | Listopad    | Twenty Five          | George Michael                       | [ 62 ] |
| 2017 | Grudzień    | Nowa fala            | Young Multi                          | [ 63 ] |